# Bloodangel's Cry
Bloodangel's Cry — третій студійний альбом німецького симфонічного павер-метал-гурту Krypteria. Реліз відбувся 19 січня 2007 через лейбл Synergy Records.

## Список композицій
| Bloodangel's Cry | Bloodangel's Cry              | Bloodangel's Cry                          | Bloodangel's Cry |
| #                | Назва                         | Автор слів                                | Тривалість       |
| ---------------- | ----------------------------- | ----------------------------------------- | ---------------- |
| 1.               | «All Systems Go»              | Джі-Інь Чо, Ес. Сі. Кашнерус, Кріс Сімонс | 4:11             |
| 2.               | «The Promise»                 | Чо, Кашнерус, Сімонс                      | 4:09             |
| 3.               | «Time to Bring the Pain»      | Кашнерус, Сімонс                          | 4:52             |
| 4.               | «Somebody Save me»            | Кашнерус, Сімонс                          | 5:00             |
| 5.               | «Scream»                      | Кашнерус, Сімонс                          | 4:28             |
| 6.               | «Lost»                        | Кашнерус, Сімонс                          | 4:38             |
| 7.               | «Out of Tears»                | Чо, Кашнерус, Сімонс                      | 3:57             |
| 8.               | «I Can't Breathe»             | Кашнерус, Сімонс                          | 3:22             |
| 9.               | «The Night All Angels Cry»    | Чо, Кашнерус, Сімонс, Френк Стамфолль     | 6:45             |
| 10.              | «Dream Yourself Far Away»     | Кашнерус, Сімонс                          | 4:00             |
| 11.              | «Sweet Revenge»               | Кашнерус, Сімонс                          | 4:51             |
| 12.              | «At the Gates of Retribution» | Чо, Кашнерус, Сімонс                      | 10:03            |
| 60:16            |                               |                                           |                  |

## Учасники запису
- Джі-Інь Чо — вокал
- Кріс Сімонс — гітара
- Френк Стамфолль — бас-гітара
- Ес. Сі. Кашнерус — ударні

## Чарти
| Чарт (2007)         | Місце |
| ------------------- | ----- |
| German Albums Chart | 55    |
| Swiss Albums Chart  | 44    |